# نلسون اپلتون مایلز
نلسون اپلتون مایلز (انگلیسی: Nelson A. Miles; ۸ اوت ۱۸۳۹ – ۱۵ مهٔ ۱۹۲۵) فرد نظامی اهل ایالات متحده آمریکا بود. وی همچنین برندهٔ جوایزی همچون نشان افتخار (آمریکا) شده‌است. او آخرین فرمانده کل ارتش ایالات متحده آمریکا بود‌.